# El Cuichi
El Cuichi es un pueblo del estado de Sinaloa, en la República Mexicana que colinda con el estado de Sonora.
fundado por la señora Antonia (+) aproximadamente entre los años 1930, junto a su esposo, no se tienen datos acerca del esposo de la señora Antonia, se sabe 3 hijos de este matrimonio mas no contamos con datos a cerca de los hijos, se tiene constancia que la familia fundadora aún tiene presencia en la zona 
La mayoría de los usos y costumbres que se tienen en "El Cuichi" provienen de la zona de la sierra de Sinaloa, y es un baile muy alegórico y originario de Sinaloa 
Actualmente en abandono debido al fallecimiento de los dueños, aun así pertenece a la familia Álvarez que se encuentran en algún municipio del estado de Sinaloa,  
- Datos: Q5821670